# Steel Diver
Steel Diver is een computerspel voor de Nintendo 3DS ontwikkeld en uitgegeven door Nintendo. 

## Gameplay
Steel Diver bestaat uit drie spelstanden;

### Missions
Je hebt keuze uit 3 onderzeeërs van klein tot groot met ieder hun specifieke eigenschappen.
Je moet de onderzeeër besturen en uit het zicht van de vijand blijven.
Je vaart van links naar rechts op het scherm, het bovenste scherm toont de onderzeeër in het water tussen de rotsen, kliffen, wrakken en mijnen,
en het onderste scherm de besturings- en meetinstrumenten.
Je bestuurt het schip door met de stylus deze instrumenten te bedienen:
veranderbare snelheden vooruit, achteruit, duiken of stijgen.

### Periscope Strike
Zoek met de periscoop de horizon af naar vijandelijke schepen en beschiet ze met torpedo's.
Ook tijdens duisternis en storm!
De bediening gebeurt door je 3DS rond te draaien (met de "gyrosensor").

### Steel Commander
Een schaakspelachtig strategisch spelonderdeel die je om beurten speelt tegen de computer of je medespeler
(via Download Play). Het lijkt wat op "zeeslagje".
Je moet drie soorten slagschepen (onderzeeërs, escorteschepen, bevoorradingsschepen) plaatsen op de kaart. Commandanten mogen om beurten hun eenheden verplaatsen.
Bij het begin kunnen commandanten elkaars vloten niet zien.
Alleen onderzeeërs kunnen het vijandelijke gebied binnengaan.
Bij een goede aanwijzing op de kaart breng je dat schip tot zinken, totdat je alle onderzeeërs of bevoorradingsschepen hebt gevonden en gekelderd.